# Novine Horvatzke

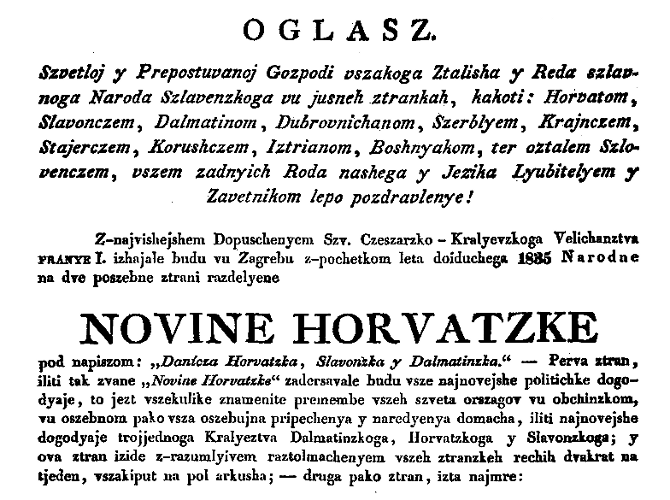
Reklama vyzývající předplacení novin

Novine Horvatzke, později Ilirske narodne novine a Narodne novine (Chorvatské noviny, později Ilyrské národní noviny a Národní noviny) jsou noviny, které v roce 1835 začal v Záhřebu vydávat Ljudevit Gaj.
První číslo bylo vydáno 6. ledna 1835. Původně byly tištěny v kajkavštině a později přešly na štokavštinu. Noviny byly vydávány dvakrát týdně s nedělní přílohou Danicza Horvatzka, Slavonzkay Dalmatinzka. V roce 1836 byly přejmenovány na Ilirske narodne novine. V roce 1843 přišel zákaz používat název Ilyr a noviny se přejmenovaly na Narodne novine.
V prvním roce svého vydávání byla v Danici zveřejněna báseň Hrvatska domovina (Chorvatska vlast), která byla později přijata jako chorvatská hymna.